# Hailles
Hailles – miejscowość i gmina we Francji, w regionie Hauts-de-France, w departamencie Somma.
Według danych na rok 1990 gminę zamieszkiwało 319 osób, a gęstość zaludnienia wynosiła 63 osoby/km² (wśród 2293 gmin Pikardii Hailles plasuje się na 681. miejscu pod względem liczby ludności, natomiast pod względem powierzchni na miejscu 868.).